# Sinfonía n.º 10 (Mahler)

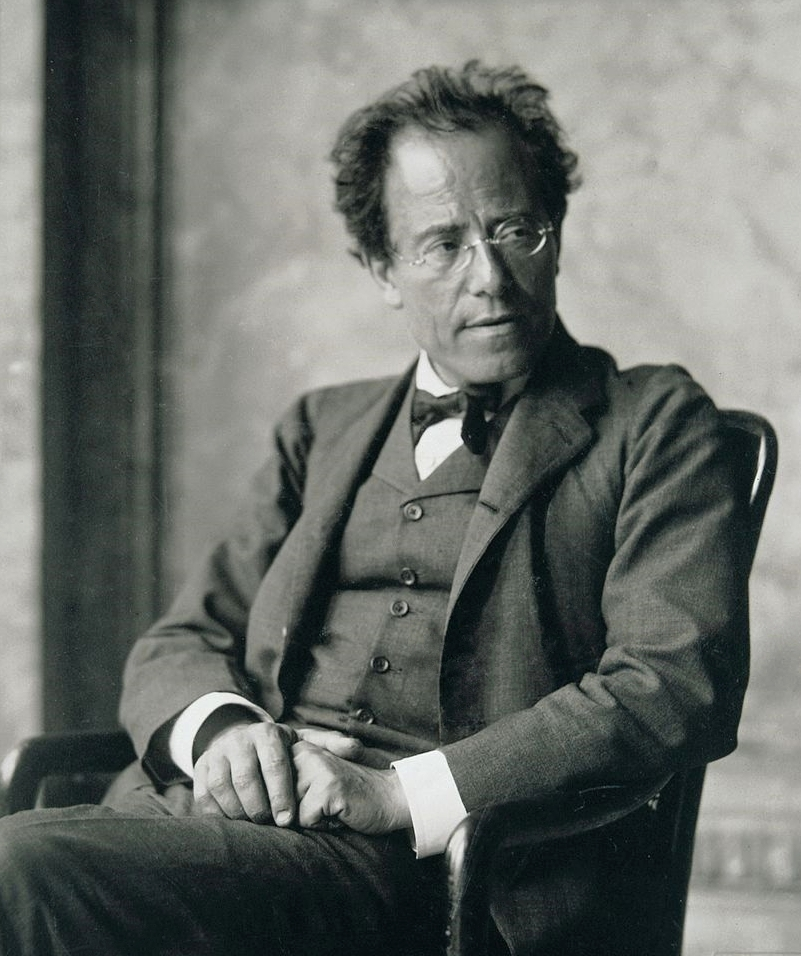
Gustav Mahler por Moritz Nähr - 1907

Gustav Mahler trabajó en su Décima sinfonía durante el año 1910. A su muerte, en 1911, sólo el primer movimiento estaba terminado, aunque quedó planteada la estructura general de la obra y esbozados los otros movimientos. 

## Historia

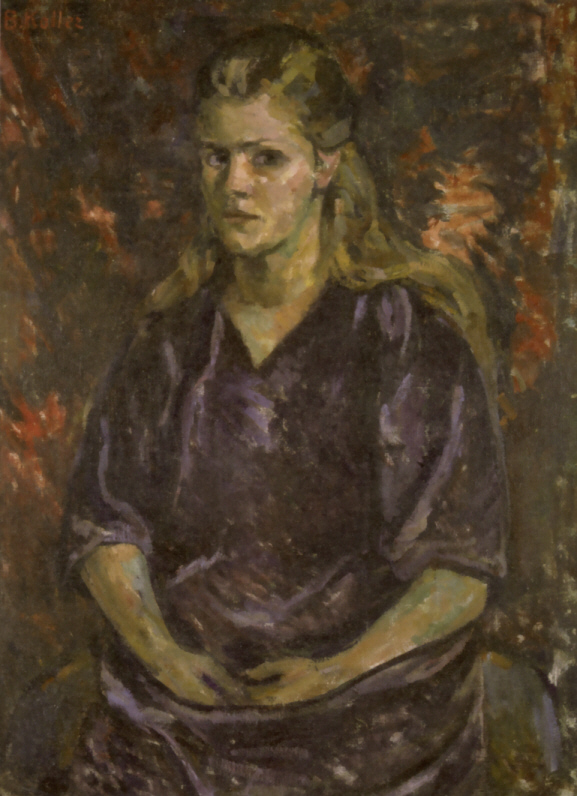
Retrato de Anna Mahler por Broncia Koller-Pinell.

Mahler solo alcanzó a completar totalmente el «Adagio», el primer movimiento. El tercero, titulado "Purgatorio", se encuentra también terminado, pero solo orquestado completamente en sus primeros compases. El resto fue objeto de reconstrucción por parte del musicólogo y estudioso de Mahler Deryck Cooke, tras persuadir a Alma Mahler, esposa del compositor, de que levantara en 1960 el veto que pesaba sobre los bocetos de los movimientos restantes, dejados en su poder poco antes de la muerte de su marido.
Anna Mahler, la hija sobreviviente del compositor, proporcionaría a Deryck Cooke —después de la desaparición de su madre— apuntes eludidos en su día por Alma al musicólogo inglés, que consolidaron su laborioso trabajo de reconstrucción, tal como lo ha relatado él mismo y Henry-Louis de La Grange, en su extensa biografía. La primera oferta interpretativa del profesor recibió la emocionada acogida de Alma, lo que estimuló al británico a efectuar dos revisiones exhaustivas.
Ya en posesión de los bocetos que la hija de Mahler le proporcionó, estos apuntes vinieron a replantear el enfoque del segundo, cuarto y quinto movimiento (los menos elaborados del manuscrito) de la que se ha llamado desde entonces la Décima de Gustav Mahler.
Existen otros intentos para hacer ejecutable esta sinfonía. Clinton Carpenter, Joseph Weeler, Remo Mazzetti, o el director de orquesta Rudolf Barshái plantearon su personal punto de vista. Todos estos han merecido por lo menos una —o varias, en el caso de Cooke— grabaciones.

## Estructura
La estructura proyectada por Mahler consta de los siguientes movimientos:
- 1. Andante-Adagio.
- 2. Scherzo I: Schnelle Viertel.
- 3. "Purgatorio" (Allegretto moderato).
- 4. Scherzo: Allegro Pesante, nicht schnell
- 5. Finale.

## Análisis

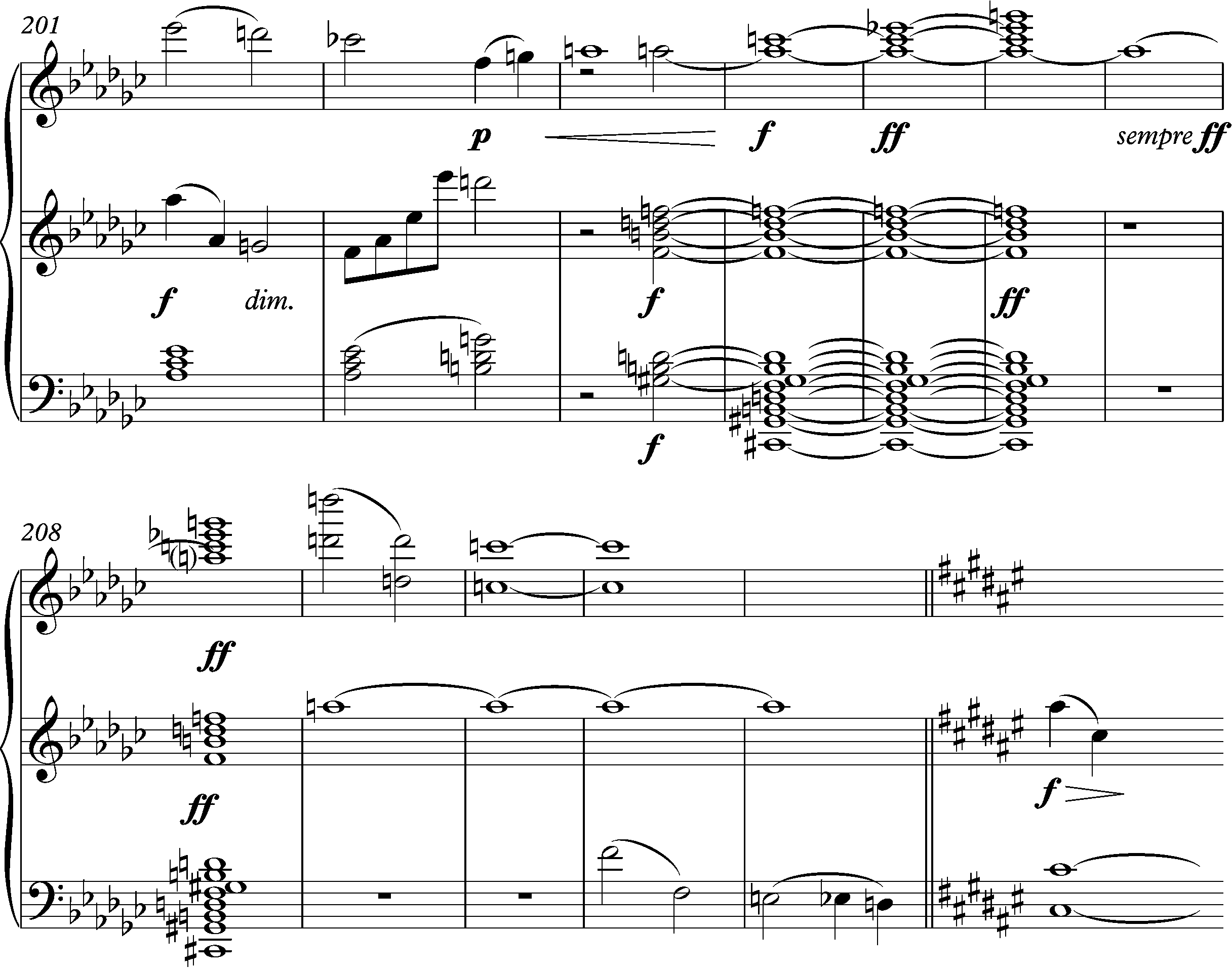
Compases del 201 al 213 del primer movimiento.

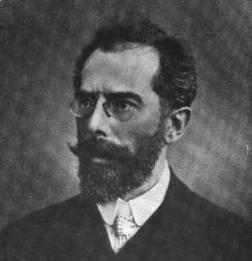
Franz Schalk

El Andante-Adagio, único movimiento prácticamente terminado por Mahler, es una de sus obras más renovadoras y próximas a la vanguardia vienesa de músicos como Arnold Schoenberg y Alban Berg. En este amplio movimiento, de unos veinte minutos, predominan las armonías cromáticas, y su lenguaje se sitúa muchas veces prácticamente en la atonalidad. El uso de recursos como la inversión de los temas hace que intuya también el dodecafonismo. 
La estructura general del movimiento se articula en una forma sonata muy libre con tres temas: 1) Una melodía cromática y de carácter misterioso en las violas; 2) Un tema lírico muy apasionado, en los violines con acompañamiento de los trombones, seguido de su inversión; 3) Un tema con carácter de danza, compuesto por distintos motivos en los que predomina el sonido de las maderas. El desarrollo se centra en los temas tratándolos en orden inverso al de la exposición, y tras la reaparición de la melodía inicial de las violas surge de pronto, sin mediación alguna, una violenta disonancia en toda la orquesta que culmina en un fortissimo en el que suenan nueve grados de la escala cromática y que por lo tanto constituye casi un acorde dodecafónico, como el que usará más tarde Alban Berg en Lulú (ópera) en el momento de la muerte de la protagonista. Sin embargo, tras este punto culminante que entra de lleno en el expresionismo, la reexposición se centra sobre el segundo tema, transformado en una melodía apacible, por lo que el movimiento termina de forma tranquila y con armonías tonales.
Los esbozos de Mahler del resto de los movimientos, algunos bastante avanzados, permiten conocer las intenciones del compositor. El "Purgatorio" es un pasaje breve e irónico, enmarcado entre dos movimientos tipo scherzo con carácter de danza, más burlesco el primero, y más nostálgico el segundo. El finale comienza con un fuerte golpe de tambor, en el que Mahler reproduce el sonido que escuchó en un cortejo fúnebre en Nueva York y que al parecer le impresionó profundamente. El final de este movimiento es de un gran lirismo, y en el manuscrito se encuentran muchas frases en las que Mahler va anotando sus emociones más íntimas.
Aunque músicos como Ernst Krenek, Schoenberg o Shostakóvich, a los que les fue enseñado el manuscrito, se negaron a reconstruir la obra, la Décima sinfonía ha sido objeto de varias reconstrucciones, entre ellas la del musicólogo inglés Deryck Cooke o la del director ruso Rudolf Barshai.

## Primeros intentos de completar la partitura
Después de la muerte de Mahler, no hubo un intento inmediato de completar la sinfonía o dejarla en un estado en el que pudiera interpretarse, aunque figuras como Paul Stefan describieron la alta calidad de la obra tal como estaba redactada. Arnold Schoenberg expresó la famosa opinión de que nadie podría escribir una Décima Sinfonía sin estar cerca del más allá (ver Maldición de la novena) y un informe erróneo llevó a Richard Specht a sugerir que Mahler quería quemar el manuscrito antes de su muerte. Por lo tanto, fue solo en la década de 1920 cuando Alma Mahler-Werfel le pidió al compositor Ernst Krenek que hiciera una copia en limpio del borrador orquestal de Mahler para un festival de interpretaciones de obras de Mahler, y aproximadamente al mismo tiempo, la compañía publicó algunos de los manuscritos de Paul Zsolnay en facsímil (1924). El facsímil hizo evidente que el estrés del último año de Mahler no había afectado negativamente a la composición y que el borrador contenía pasajes de gran belleza. Gran parte del manuscrito, sin embargo, era demasiado difícil de leer y aparentemente demasiado caótico para que la continuidad ininterrumpida de la música fuera claramente evidente.
En 1924, Krenek hizo una copia en limpio solo del primer (Adagio) y el tercer (Purgatorio) movimientos, y podría haber hecho una copia en limpio del segundo movimiento, pero como el borrador del Scherzo de Mahler era mucho más irregular, esto resultaba evidentemente menos factible. Se contrató a Alban Berg para corregir la obra, pero las correcciones sugeridas nunca se incorporaron, mientras que al mismo tiempo se introdujeron algunos cambios no autorizados, posiblemente por uno de los directores de las dos primeras interpretaciones, Franz Schalk ó Alexander von Zemlinsky. Se supone que Krenek renunció a los cambios en su versión, que se publicó posteriormente. Las interpretaciones de la versión de Krenek-Schalk/Zemlinsky han tenido un éxito moderado, pero el tercer movimiento generalmente no es convincente cuando se lo saca del contexto entre el segundo y el cuarto movimiento. Algunos de los directores que se han negado a interpretar la Décima, (los más famosos Bruno Walter, Bernard Haitink y Leonard Bernstein), se opusieron a una representación tan fragmentaria.
En 1923, Alma también había enviado una copia de la partitura al apóstol de Mahler, Willem Mengelberg en Ámsterdam con la adición de que dos partes (obviamente, el Adagio y el Purgatorio) eran 'absolutamente interpretables'. Poco después de que Schalk interpretara la partitura de Krenek (con sus propias adiciones) el 12 de octubre de 1924, Alma envió lo que se cree que es la partitura de Schalk a Mengelberg, quien posteriormente preparó su propia edición con la ayuda de su asistente Cornelis Dopper. Esta versión utiliza una orquesta más grande y realiza cambios significativos en las marcas dinámicas y los tempos. Se estrenó el 27 de noviembre de 1924 en el Concertgebouw de Ámsterdam y, posteriormente, se interpretó en varias ocasiones bajo la batuta de Mengelberg.
Pronto se tomo conciencia de que una versión interpretada de solo dos movimientos no les daba a los oyentes una idea clara de toda la sinfonía, y mucho menos constituía una declaración artística completa, por lo que en la década de 1940, el entusiasta estadounidense de Mahler, Jack Diether, trató de animar a varios compositores notables a completar la obra. Figuras como Shostakovich, Schoenberg y Britten (todos los cuales habían sido considerablemente influidos por las obras de Mahler) se negaron y, en cambio, la tarea fue asumida por algunos musicólogos. Los primeros intentos de realizar la obra completa fueron realizados en Estados Unidos por Clinton Carpenter (completado en 1949, posteriormente revisado en 1966), en Alemania por Hans Wollschläger (1954-1960, retirado) y en Inglaterra por Joe Wheeler (1953-1965) y Deryck Cooke (1959-1960, 1966-1972 y 1976).

## Versiones de Deryck Cooke

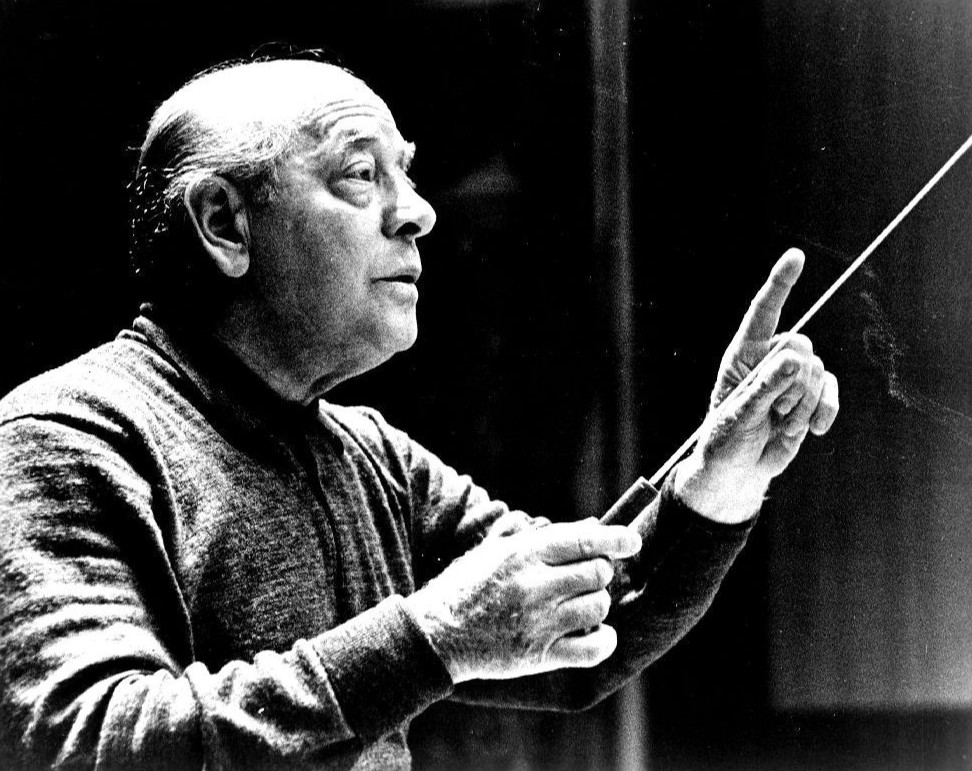
Eugene Ormandy en 1973

Las diversas versiones producidas por Cooke se han convertido, desde mediados de la década de 1960, en la base de la mayoría de las interpretaciones y grabaciones.
Una primera versión interpretada por Cooke, aún incompleta, surgió de una actuación y una conferencia asociada, para una transmisión de radio en el Tercer Programa de la BBC, que celebraba el centenario del nacimiento de Mahler. Esta se emitió el 19 de diciembre de 1960, con la Orquesta Philharmonia dirigida por Berthold Goldschmidt, quien también ayudó con la orquestación de la edición de Cooke. En su primera interpretación, la versión del movimiento final por parte de Cooke resultó ser una revelación para los oyentes y Cooke decidió completar la orquestación y elaboración de los otros movimientos, lo que requería mucho más trabajo compositivo del que podía efectuar.

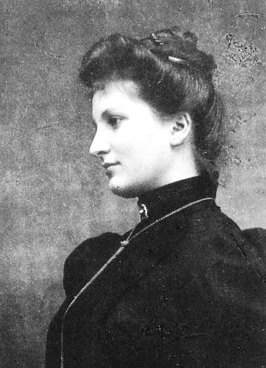
Alma Mahler en 1899

Alma Mahler, que antes se había tomado muy en serio las opiniones de Bruno Walter y exigió vetar las interpretaciones posteriores de la versión de Cooke, cambió de opinión al ver la partitura revisada de Cooke y escuchar la grabación. Le escribió a Cooke una carta en inglés, con matasellos de Nueva York, del 8 de mayo de 1963, que Cooke incluye en las páginas del prefacio de la partitura:

   Estimado Sr. Cooke,

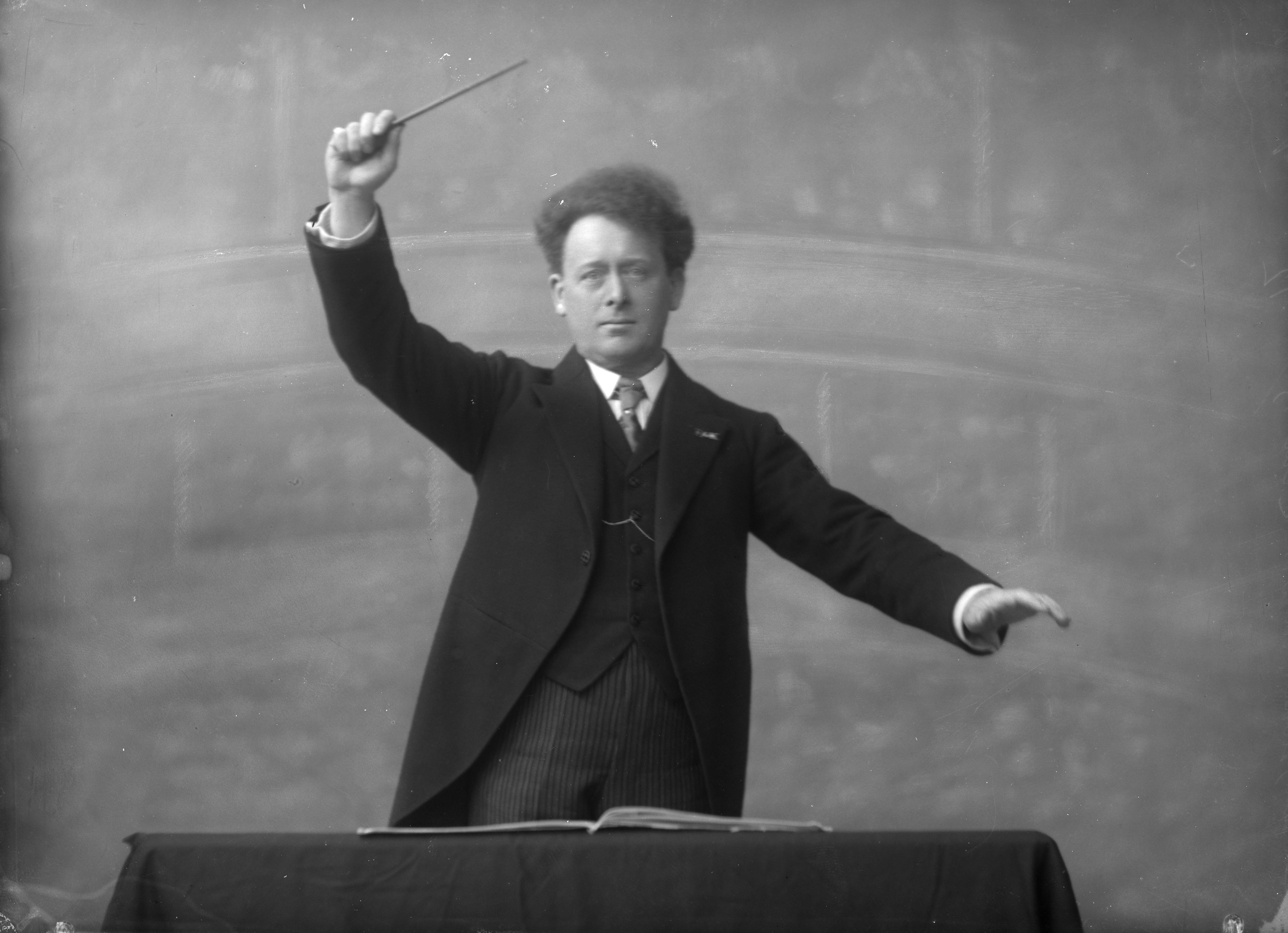
Mengelberg en 1919

   El Sr. Harold Byrns me visitó aquí en Nueva York. Hoy me leyó sus excelentes artículos sobre la Décima Sinfonía de Mahler y [me mostró] su partitura igualmente autorizada. Después expresé mi deseo de finalmente escuchar la cinta de la BBC de Londres. Me conmovió tanto esta interpretación que inmediatamente le pedí al Sr. Byrns que pusiera la obra por segunda vez. Entonces me di cuenta de que había llegado el momento en que debía reconsiderar mi decisión anterior de no permitir la realización de este trabajo. Ahora he decidido de una vez por todas darte pleno permiso para seguir adelante con sus interpretaciones en cualquier parte del mundo. Adjunto [una] copia de mi carta del mismo día a [la] BBC.
   Sinceramente suya,
           Alma María Mahler 
La versión revisada y completa de Cooke, dirigida por Goldschmidt, se estrenó en los Proms del 13 de agosto de 1964 y se grabó poco después. Después de la muerte de Alma en diciembre de 1964, su hija Anna le permitió a Cooke acceder al conjunto completo de bocetos manuscritos, muchos de los cuales no se habían publicado cuatro décadas antes. A la luz de estos, Cooke hizo una versión revisada en asociación con los compositores británicos Colin y David Matthews entre 1966 y 1972, y luego su versión final antes de su muerte en 1976. La publicación de estas páginas también impulsó la Sociedad Internacional Gustav Mahler de Viena para publicar otra colección más completa de los manuscritos de Mahler en facsímil (Ricke, 1967). Esta edición revisada de la primera partitura completa de Cooke se publicó en 1976, poco antes de la muerte de Cooke. Una revisión adicional, con cambios en su mayoría menores realizados por los tres colaboradores sobrevivientes, apareció impresa en 1989.

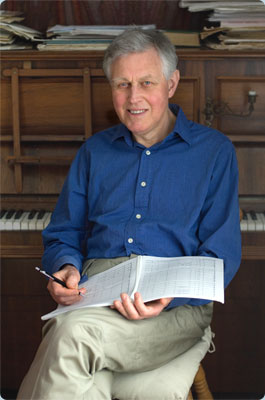
David Matthews en 2015

### Resumen de las versiones de Cooke
Las ediciones interpretativas de Cooke de la Décima Sinfonía se pueden resumir de la siguiente manera:

#### Cooke O - (1960, inédita)
Actuación de la BBC; realizaciones de los 1°, 3° y 5° movimientos; realizaciones parciales de los 2º y 4º movimientos; presentada como parte de una conferencia-demostración

#### Cooke I - primera versión interpretativa completa (1960-1964, inédita)
Estrenada el 13 de agosto de 1964 por Berthold Goldschmidt; base para las grabaciones de Eugene Ormandy (1965–66) y Jean Martinon (1966)

#### Cooke II - segunda versión interpretativa (1966-1972, impresa en 1976)
Estrenada el 15 de octubre de 1972 por Wyn Morris; base para todas las grabaciones de 1972 a 1992

#### Cooke III - forma ligeramente revisada de Cooke II (impresa en 1989)
Errores de lectura corregidos; cambios menores en la orquestación; mejorada por consideraciones relativas al rendimiento; aportaciones editoriales de David y Colin Matthews y Berthold Goldschmidt

## Otras versiones completas
Clinton Carpenter (1921-2005) comenzó a trabajar en su versión mucho antes que Cooke y llamó a su partitura una "finalización" en lugar de una "versión". Aunque terminó su versión en 1949 (revisando la obra en 1966), tuvo que esperar hasta 1983 para que se hiciera una interpretación. Carpenter no se limitó a revisar la producción sinfónica de Mahler para que lo guiara en su esfuerzo, sino que llegó incluso a incluir citas reales de cada sinfonía de Mahler en su edición. Se ha expresado la opinión de que gran parte de este proceso de recomposición da la impresión de que Carpenter ha escrito efectivamente su propia sinfonía utilizando la de Mahler como base.
La versión de Joseph Wheeler data de entre 1953 a 1965 y, al igual que Cooke, también refinó sus ideas varias veces, por lo que la versión final de 1965 fue en realidad la cuarta iteración; el compositor estadounidense Remo Mazzetti Jr. considera que la cuarta versión de Wheeler es la más cercana al estilo orquestal tardío de Mahler. Las intervenciones de Wheeler están en el extremo opuesto del espectro de las de Carpenter, y es menos intervencionista incluso que Cooke: solo hace adiciones a la partitura donde la interpretación es imposible de otro modo. El efecto es más sobrio que el de otras versiones, aunque Wheeler aumenta la parte de los metales en mayor medida que Cooke.
En los últimos años se han intentado varias versiones adicionales de la sinfonía: Remo Mazzetti inicialmente hizo su versión de 1989 por insatisfacción con las ediciones existentes de Cooke, Carpenter y Wheeler, aunque el impulso de preparar una interpretación de la versión de Wheeler en 1997 lo llevó a retractarse de su visión anterior. De su propia versión revisada, comentó: "Realmente creo que esta vez hice las cosas bien". Desde entonces, se han producido dos versiones más, la del director Rudolf Barshai (2000), y un esfuerzo conjunto de Nicola Samale y Giuseppe Mazzuca (2001). Todas han sido interpretadas y grabadas. La versión de Samale y Mazzuca se lanzó comercialmente en 2008 en Octavia Records, a través de Exton de Japón, con Martin Sieghart dirigiendo la Orquesta Filarmónica de Arnhem.
Otra nueva versión, del director israelí-estadounidense Yoel Gamzou, se estrenó en Berlín en septiembre de 2010. Su autor dirigió la Orquesta Internacional Mahler.

## Versión de cámara
Una 'recreación' para orquesta de cámara de la compositora maltesa Michelle Castelletti fue estrenada en noviembre de 2012 en Canterbury, Reino Unido, por la Orquesta de Cámara de Canterbury bajo la dirección de Castelletti. Esta versión fue grabada por la Lapland Chamber Orchestra bajo la dirección de John Storgårds y lanzada por BIS Records en marzo de 2019.
En 2011-12, el compositor, director de orquesta y clarinetista portugués Luis Carvalho produjo otra versión de cámara, esta para un conjunto de 21 músicos, que revisó en 2013-14. Descrita como una "reinvención del proyecto", esta versión se estrenó bajo la dirección de Carvalho en junio de 2014 en el 37.º Festival Internacional de Música de Paços de Brandão.

## Discografía de la sinfonía completada
| Año  | Director             | Orquesta                                                 | Versión                                  |
| ---- | -------------------- | -------------------------------------------------------- | ---------------------------------------- |
| 1960 | Berthold Goldschmidt | Philharmonia Orchestra                                   | Cooke Incomplete First Version from 1960 |
| 1964 | Berthold Goldschmidt | London Symphony Orchestra                                | Cooke I 1964 World Premiere              |
| 1966 | Eugene Ormandy       | Philadelphia Orchestra                                   | Cooke I                                  |
| 1966 | Jean Martinon        | Chicago Symphony Orchestra                               | Cooke I                                  |
| 1972 | Wyn Morris           | New Philharmonia Orchestra                               | Cooke II                                 |
| 1979 | Kurt Sanderling      | Berliner Sinfonie-Orchester                              | Cooke II                                 |
| 1980 | James Levine         | Philadelphia Orchestra                                   | Cooke II                                 |
| 1980 | Simon Rattle         | Bournemouth Symphony Orchestra                           | Cooke II                                 |
| 1986 | Riccardo Chailly     | Radio-Symphonie-Orchester Berlin (as it was then called) | Cooke II                                 |
| 1992 | Eliahu Inbal         | Radio-Sinfonie-Orchester Frankfurt                       | Cooke II                                 |
| 1994 | Mark Wigglesworth    | BBC National Orchestra of Wales                          | Cooke III                                |
| 1994 | Leonard Slatkin      | St. Louis Symphony Orchestra                             | Mazzetti I                               |
| 1994 | Harold Farberman     | Philharmonia Hungarica                                   | Carpenter                                |
| 1997 | Robert Olson         | Colorado MahlerFest Orchestra                            | Wheeler IV                               |
| 1999 | Simon Rattle         | Berlin Philharmonic                                      | Cooke III                                |
| 2000 | Jesús López Cobos    | Cincinnati Symphony Orchestra                            | Mazzetti II                              |
| 2000 | Robert Olson         | Polish National Radio Symphony Orchestra, Katowice       | Wheeler IV                               |
| 2001 | Andrew Litton        | Dallas Symphony Orchestra                                | Carpenter                                |
| 2001 | Rudolf Barshai       | Junge Deutsche Philharmonie                              | Barshai                                  |
| 2005 | Michael Gielen       | South-West German Radio-Symphony Orchestra, Baden-Baden  | Cooke III                                |
| 2007 | Gianandrea Noseda    | BBC Philharmonic                                         | Cooke III                                |
| 2008 | Daniel Harding       | Vienna Philharmonic                                      | Cooke III                                |
| 2008 | Martin Sieghart      | Arnhem Philharmonic                                      | Samale/Mazzucca (SACD)                   |
| 2009 | Lan Shui             | Singapore Symphony Orchestra                             | Carpenter (DVD & Blu-Ray)                |
| 2010 | David Zinman         | Orquesta de la Tonhalle de Zúrich                        | Carpenter II                             |
| 2010 | Yoel Gamzou          | International Mahler Orchestra                           | Gamzou 2010 World Premiere               |
| 2011 | Emil Tabakov         | Bulgarian National Radio Symphony Orchestra              | Cooke III                                |
| 2011 | Eliahu Inbal         | Royal Concertgebouw Orchestra                            | Cooke III (DVD & Blu-ray)                |
| 2011 | Mark Wigglesworth    | Melbourne Symphony Orchestra                             | Cooke III                                |
| 2012 | Vladimir Ashkenazy   | Sydney Symphony Orchestra                                | Barshai                                  |
| 2014 | Eliahu Inbal         | Tokyo Metropolitan Symphony Orchestra                    | Cooke III (SACD)                         |
| 2014 | Yannick Nézet-Séguin | Orchestre Métropolitain                                  | Cooke III                                |
| 2015 | Thomas Dausgaard     | Seattle Symphony Orchestra                               | Cooke III                                |
| 2017 | Yannick Nézet-Séguin | Rotterdam Philharmonic Orchestra                         | Cooke III                                |
| 2019 | John Storgårds       | Lapland Chamber Orchestra                                | Castelletti (chamber version) (SACD)     |
| 2021 | Osmo Vänskä          | Minnesota Orchestra                                      | Cooke III                                |